# Eugeniusz Fedorowicz

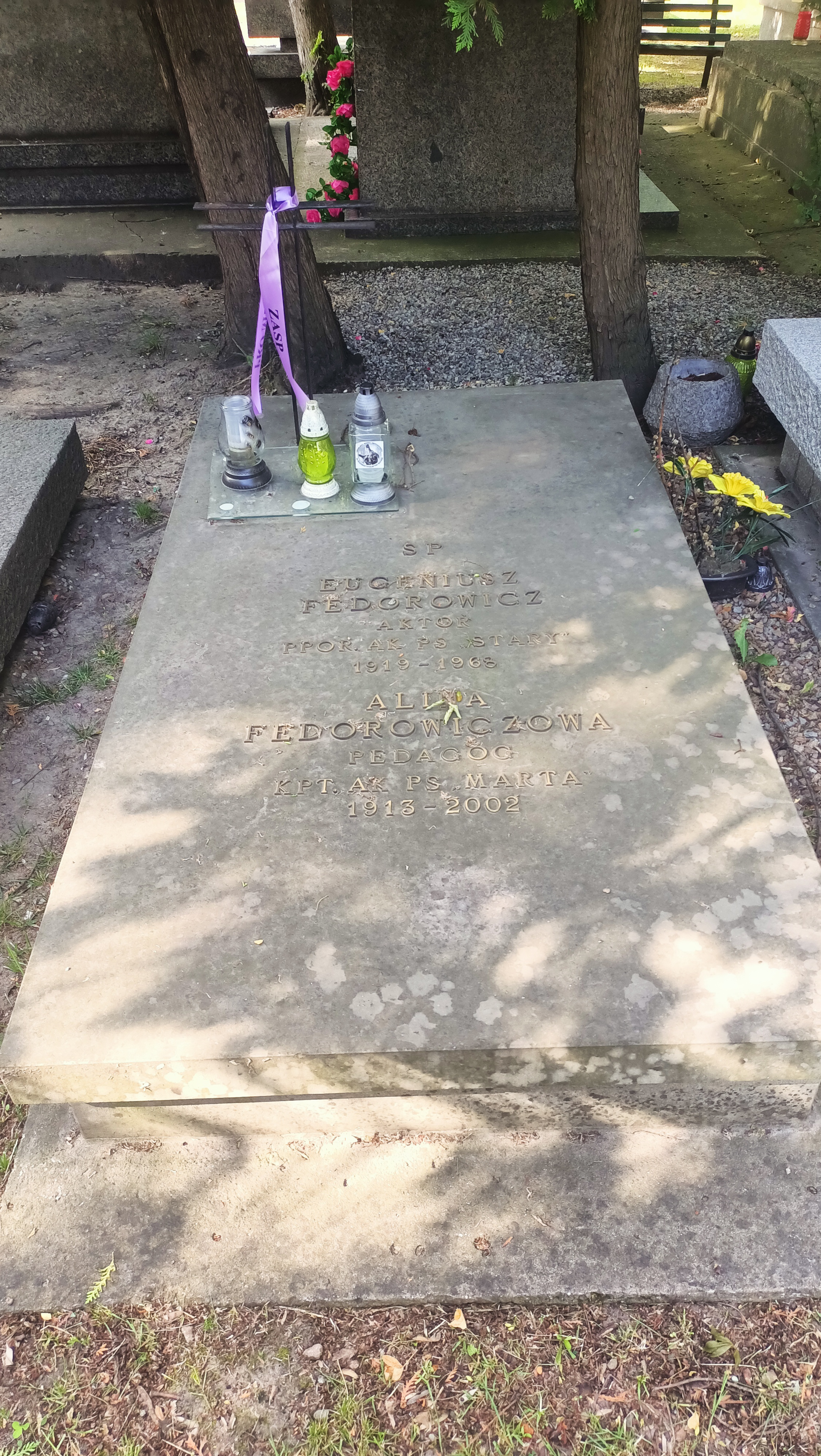
Grób Eugeniusza Fedorowicza na Cmentarzu Rakowickim w Krakowie

Eugeniusz Fedorowicz, ps. „Stary” (ur. 15 listopada 1919 w Zawadkach, zm. 1 stycznia 1968 w Krakowie) – polski aktor, podporucznik Wojska Polskiego, oficer Związku Walki Zbrojnej i Kedywu Armii Krajowej. Uczestnik powojennego podziemia antykomunistycznego, Zrzeszenia Wolność i Niezawisłość w latach 1945–1946. Ojciec aktora Jerzego Fedorowicza.

## Życiorys
Urodził się jako trzecie dziecko w rodzinie Feliksa i Apolonii z d. Kamińskiej. Ukończył gimnazjum i Liceum Przyrodnicze im. Bolesława Prusa w Siedlcach.
Uczestnik kampanii wrześniowej. W 1940 zdał maturę. Walczył w szeregach Armii Krajowej, ukończył Szkołę Podchorążych. Po aresztowaniu przez gestapo zbiegł z transportu i ukrywał się pod zmienionym nazwiskiem. Po rozwiązaniu oddziału w sierpniu 1944, rozpoczął działalność w ROAK i WiN na Podlasiu pod przybranym nazwiskiem Wirski. 26 stycznia 1946 ożenił się z Aliną Chrzanowską ps. „Marta”, która była dowódcą drużyny sanitarnej w OP „Zenona”. Był członkiem zespołu redakcyjnego i redaktorem technicznym konspiracyjnego pisma „Reduta”, które drukowano w tajnej drukarni we wsi Mokre do grudnia 1945. Pismo wychodziło w nakładzie 800-1200 egzemplarzy co tydzień, po 4-6 stron A4 lub co dwa tygodnie po 8 stron. Wydawanie pisma zakończono, gdy w styczniu 1946 został aresztowany w Białej Podlaskiej redaktor naczelny „Reduty”, Stanisław Lechociński ps. „Zbigniew”, a wkrótce potem zecer Cecylian Szabelski ps. „Samson”.
Po zakończeniu II wojny światowej mieszkał w Polanicy-Zdroju na Ziemiach Odzyskanych, gdzie pracował w dyrekcji uzdrowiska i jednocześnie występował w tamtejszym amatorskim teatrze uzdrowiskowym. W 1954 zdał w Krakowie eksternistyczny egzamin aktorski. W latach 1954–1967 występował w Teatrze Młodego Widza (potem Teatr Rozmaitości). Odtwórca ról m.in. Cześnika („Zemsta” Aleksandra Fredry), Cyryla van Belle („Burmistrz Stylmondu” Maurice’a Maeterlincka), Wuja Toma („Chata wuja Toma” Harriet Beecher Stowe), Johna Piribingla („Świerszcz za kominem” Dickensa), Doktor Gibbs („Nasze miasto” Thorntona Wildera), Petkowa („Żołnierz i bohater” George’a Bernarda Shawa).
Z Aliną miał dwóch synów: Macieja (ur. 1946) i Jerzego (ur. 1947). Zmarł na raka.